# Station Głażewo
Station Głażewo is een spoorwegstation in de Poolse plaats Głażewo.